# Cannon River (Langlo River)
Der Cannon River ist ein Fluss im Süden des australischen Bundesstaates Queensland.
Er entspringt im südlich der Siedlung Noella und fließt nach Süden, wo er bei der Siedlung Linton Hills östlich von Langlo Crossing in den Langlo River mündet.